# Christina Hering
Christina Hering (Monaco di Baviera, 9 ottobre 1994) è una mezzofondista tedesca.

## Palmarès
| Anno | Manifestazione    | Sede           | Evento          | Risultato  | Prestazione | Note                          |
| ---- | ----------------- | -------------- | --------------- | ---------- | ----------- | ----------------------------- |
| 2013 | Europei juniores  | Rieti          | 800 m piani     | Bronzo     | 2'03"11     |                               |
| 2013 | Europei juniores  | Rieti          | 4x400 m         | Bronzo     | 3'33"40     |                               |
| 2015 | World Relays      | Nassau         | Staffetta mista | 5ª         | 11'06"14    |                               |
| 2015 | Europei under 23  | Tallinn        | 800 m piani     | Bronzo     | 2'00"88     | Miglior prestazione personale |
| 2015 | Europei under 23  | Tallinn        | 4x400 m         | 4ª         | 3'32"01     |                               |
| 2015 | Mondiali          | Pechino        | 800 m piani     | Semifinale | 2'00"81     |                               |
| 2016 | Mondiali indoor   | Portland       | 800 m piani     | Batteria   | 2'05"39     |                               |
| 2016 | Europei           | Amsterdam      | 800 m piani     | Semifinale | 2'02"56     |                               |
| 2016 | Giochi olimpici   | Rio de Janeiro | 800 m piani     | Batteria   | 2'01"04     |                               |
| 2017 | Europei a squadre | Lilla          | 800 m piani     | 5ª         | 2'04"19     |                               |
| 2017 | Universiadi       | Taipei         | 800 m piani     | 8ª         | 2'04"76     |                               |
| 2017 | Mondiali          | Londra         | 800 m piani     | Semifinale | 2'02"69     |                               |
| 2018 | Europei           | Berlino        | 800 m piani     | Semifinale | 2'04"04     |                               |
| 2019 | Universiadi       | Napoli         | 800 m piani     | Argento    | 2'01"87     |                               |
| 2019 | Universiadi       | Napoli         | 4×400 m         | 6ª         | 3'34"66     |                               |
| 2019 | Mondiali          | Doha           | 800 m piani     | Batteria   | 2'03"15     |                               |
| 2021 | Europei indoor    | Toruń          | 800 m piani     | Semifinale | 2'03"67     |                               |
| 2021 | Giochi olimpici   | Tokyo          | 800 m piani     | Batteria   | 2'02"23     |                               |
| 2022 | Mondiali          | Eugene         | 800 m piani     | Semifinale | 2'01"57     |                               |
| 2022 | Europei           | Monaco         | 800 m piani     | 7ª         | 2'00"82     |                               |
| 2023 | Mondiali          | Budapest       | 800 m piani     | Semifinale | 2'01"66     |                               |

## Altre competizioni internazionali
2017
- Campionati europei a squadre di atletica leggera ( Villeneuve-d'Ascq)